# Văn Cương
Văn Cương là sĩ quan cấp cao trong Quân đội nhân dân Việt Nam, hàm Trung tướng, Phó Giáo sư, nguyên Hiệu trưởng Trường Sĩ quan Chính trị (1987-1997) . Ông đã qua đời, vợ ông là nhà giáo lão thành Vũ Thị Vinh Hương(nguyên Hiệu trường trường THPT Hàn Thuyên, năm 2023 bà 97 tuổi).

## Thân thế sự nghiệp
Năm 1987, ông được bổ nhiệm giữ chức Hiệu trưởng Trường Sĩ quan Chính trị
Năm 1997, ông nghỉ chờ hưu.
Trung tướng (1992)